# Sơn La
Sơn La là một tỉnh miền núi, vùng cao, nằm ở vùng Tây Bắc Việt Nam.
Theo dữ liệu Sáp nhập tỉnh, thành Việt Nam 2025, 	Sơn La	có diện tích: 	14.109	km²,	xếp thứ	6; dân số:	1.404.587	người,	xếp thứ	30; GRDP 2024: 	76.626.373	triệu VNĐ, xếp thứ	30; thu ngân sách 2024:	4.138.845	triệu VNĐ, xếp thứ	31; thu nhập bình quân:	32,50	triệu VNĐ/năm, 	xếp thứ	31.

## Lịch sử
Vào thời nhà Lý, thế kỷ 11-12, vùng trung tâm tỉnh Sơn La ngày nay (gồm thành phố Sơn La, các huyện Mường La, Thuận Châu (Mường Muổi), Mai Sơn,...) là khu vực lãnh thổ định cư của một vương quốc được ghi nhận trong Đại Việt sủ ký toàn thư tên là Ngưu Hống.

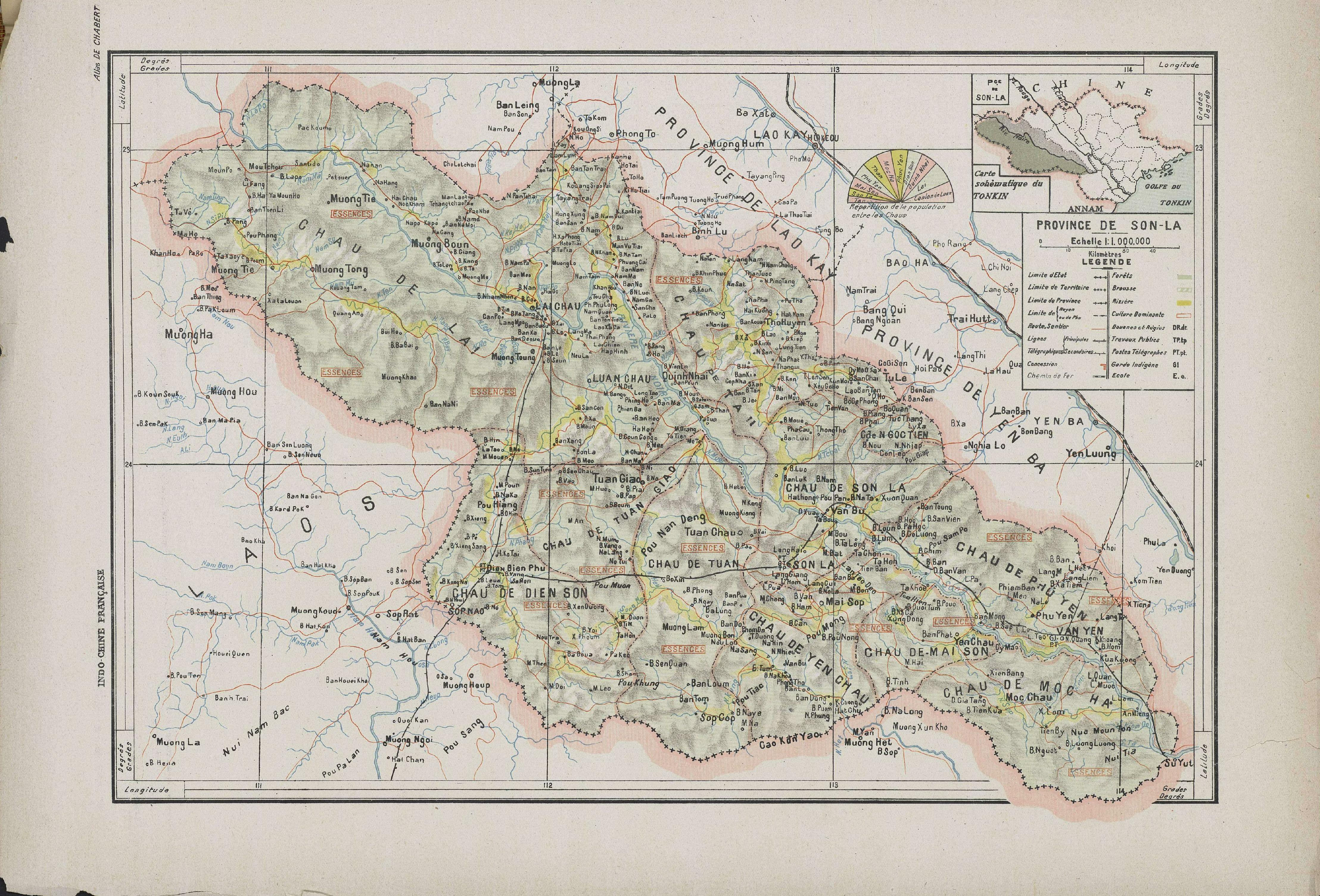
Bản đồ tỉnh Sơn La năm 1909 (bấy giờ địa bàn bao gồm cả hai tỉnh Điện Biên và Lai Châu ngày nay)

Ngày 24 tháng 5 năm 1886, thành lập châu Sơn La (thuộc phủ Gia Hưng, tỉnh Hưng Hoá), tách từ tỉnh Hưng Hóa thành cấp tương đương với tỉnh. Thiếu tá De Chateaurochet làm Phó công sứ Sơn La. Kế nhiệm là Moulié (11/1886). Ngày 9 tháng 9 năm 1891, thuộc Đạo Quan binh 4.
Ngày 27 tháng 2 năm 1892, thành lập tiểu quân khu Vạn Bú gồm 2 phủ và 8 châu, do thiếu tá Pennequin làm chỉ huy trưởng. Kế nhiệm ông là Đại uý Diguet (1893 - 1895) và thiếu tá Norminot (1895). Ngày 10 tháng 10 năm 1895, thành lập tỉnh Vạn Bú, tỉnh lỵ ở Vạn Bú (tức Tạ Bú). Lúc này M.Caillat lên thay thiếu tá Norminot làm Công sứ Pháp ở tỉnh Vạn Bú.
Ngày 23 tháng 8 năm 1904, đổi tên thành tỉnh Sơn La, tỉnh lỵ chuyển về nơi ngày nay là thành phố Sơn La. Công sứ Pháp đầu tiên là Jean G. Monpeyrat, lên cầm quyền thay công sứ Sévénier từ năm 1902 đến năm 1909. Kế nhiệm ông là các công sứ Pháp như Hernandez (1909 - 1911), Fillion, Bonnermain, Louis Rene, Pierre Grossin, Nempont, Romanetti, Saint Poulof (1928 - 1933), Cousseau, Gabon, Robert. Năm 1907, công sứ Monpeyrat cho xây dựng nhà tù Sơn La. Năm 1917, công sứ Pháp Laumet mở trường dạy chữ quốc ngữ và chữ Pháp. Năm 1933, công sứ Gabriel M. de Saint-Poulof (cầm quyền thay Romanetti từ năm 1928) bị đầu độc chết trong cuộc chiến đấu đòi vượt ngục của tù nhân ở Sơn La. Năm 1939, công sứ Cousseau lên thay. Năm 1944, Robert thay ông ta làm công sứ Sơn La và cai trị đến tận năm 1945.
Sau năm 1946, tỉnh Sơn La cùng với hai tỉnh Lai Châu và Phong Thổ (do Pháp lập ra) lập thành "Xứ Thái tự trị"nằm dưới sự chỉ đạo của Pháp. Bạc Cầm Quý làm tỉnh trưởng Sơn La. Từ nằm 1948 đến 1953, thuộc Liên khu Việt Bắc. Lúc này tỉnh Sơn La có 6 huyện: Mường La, Thuận Châu, Phù Yên, Mai Sơn, Yên Châu, Mộc Châu.
Từ năn 1953 đến 1955, Sơn La thuộc Khu Tây Bắc. Từ năm 1955 đến 1962, bỏ cấp tỉnh, thuộc Khu tự trị Thái Mèo. Từ năm 1962 đến 1975, tái lập tỉnh, thuộc Khu tự trị Tây Bắc (đổi tên từ Khu tự trị Thái Mèo), có 7 huyện: thêm huyện Quỳnh Nhai và Sông Mã, còn huyện Phù Yên chuyển sang tỉnh Nghĩa Lộ mới thành lập.
Đến cuối năm 1975, tỉnh Sơn La có tỉnh lị là thị xã Sơn La và 7 huyện: Mai Sơn, Mộc Châu, Mường La, Quỳnh Nhai, Sông Mã, Thuận Châu, Yên Châu. Sau khi giải thể Khu tự trị Tây Bắc, tỉnh Sơn La nhập thêm 2 huyện của tỉnh Nghĩa Lộ vừa giải thể là Phù Yên và Bắc Yên. Từ đó, tỉnh Sơn La có tỉnh lị là thị xã Sơn La và 9 huyện: Bắc Yên, Mai Sơn, Mộc Châu, Mường La, Phù Yên, Quỳnh Nhai, Sông Mã, Thuận Châu, Yên Châu. Ngày 2 tháng 12 năm 2003, chia huyện Sông Mã thành 2 huyện: Sông Mã và Sốp Cộp.
Ngày 3 tháng 9 năm 2008, chuyển thị xã Sơn La thành thành phố Sơn La.
Ngày 10 tháng 6 năm 2013, chia huyện Mộc Châu thành 2 huyện: Mộc Châu và Vân Hồ.
Ngày 1 tháng 2 năm 2025, chuyển huyện Mộc Châu thành thị xã Mộc Châu.
Tỉnh Sơn La có 1 thành phố, 1 thị xã và 10 huyện như hiện nay.

## Địa lý

### Vị trí  đia lí
Tỉnh Sơn La có toạ độ địa lý: 20o37' - 22o02' vĩ độ Bắc và 103o11' - 105o02' kinh độ Đông. Trung tâm hành chính của tỉnh là thành phố Sơn La, nằm cách trung tâm thủ đô Hà Nội khoảng 302 km, có vị trí địa lý:
- Phía đông giáp tỉnh Phú Thọ
- Phía tây giáp tỉnh Điện Biên
- Phía nam giáp với tỉnh Thanh Hóa và các tỉnh Huaphanh, Luangprabang, Lào
- Phía bắc giáp tỉnh Lai Châu và tỉnh Lào Cai.

Sơn La có đường biên giới quốc gia dài 274 km, chiều dài giáp ranh với các tỉnh khác là 628 km.

#### Các điểm cực của tỉnh Sơn La:
- Điểm cực bắc tại: xã Cà Nàng, huyện Quỳnh Nhai.
- Điểm cực đông tại: xã Chiềng Yên, huyện Vân Hồ.
- Điểm cực tây tại: xã Mường Lèo, huyện Sốp Cộp.
- Điểm cực nam tại: xã Tân Xuân, huyện Vân Hồ.

### Địa hình
Sơn La nằm cách Hà Nội 302 km trên trục Quốc lộ 6 Hà Nội - Sơn La - Điện Biên, Sơn La là một tỉnh nằm sâu trong nội địa. Tỉnh này có 3 cửa khẩu với Lào là cửa khẩu quốc tế Chiềng Khương, Cửa khẩu Lóng Sập và Nà Cài.
Sơn La có độ cao trung bình 600 - 700m so với mặt biển, địa hình chia cắt sâu và mạnh, 97% diện tích tự nhiên thuộc lưu vực sông Đà, sông Mã, có 2 cao nguyên là Cao nguyên Mộc Châu và Cao nguyên Sơn La, địa hình tương đối bằng phẳng. Cùng với các tỉnh Hòa Bình, Điện Biên, Lai Châu, Sơn La là mái nhà của khu vực Bắc Bộ. Địa hình phần lớn là đồi núi, trong đó các đồi núi cao tập trung ở các huyện Sốp Cộp, Thuận Châu, Bắc Yên,... Sơn La có dòng sông Mã, sông Đà đi qua, phù sa từ hai con sông này đã bồi nên những thung lũng, 2 dòng sông này còn gây ra tình trạng xâm thực, sức nước mạnh khoét sâu vào các ngọn đồi, làm sụp những phần đất cao và mở rộng thung lũng ra. Phía Đông là các cao nguyên rộng lớn như cao nguyên Mộc Châu, đây là nơi có đồng cỏ lớn, là nơi chăn nuôi gia súc phù hợp. 
Địa hình bị chia cắt mạnh, sông suối nhiều, lắm thác ghềnh, nên đây là nơi có nguồn thủy điện dồi dào, nhà máy thủy điện Sơn La được xây dựng ở đây là nhà máy lớn nhất Đông Nam Á hiện tại.
Phía Bắc và Đông là những dãy núi cao vắt ngang chắn lại các lối giao thông, vì thế đã tạo ra các đèo như đèo Pha Đin, đèo Tà Xùa, đèo Chiềng Đông, đèo Cón, đèo Lũng Lô...

### Khí hậu
Sơn La có khí hậu cận nhiệt đới ẩm vùng núi, mùa đông phi nhiệt đới lạnh khô, mùa hè nóng ẩm, mưa nhiều. Do địa hình bị chia cắt sâu và mạnh nên hình thành nhiều tiểu vùng khí hậu, cho phép phát triển một nền sản xuất nông - lâm nghiệp phong phú. Vùng cao nguyên Mộc Châu phù hợp với cây trồng và vật nuôi vùng ôn đới. Vùng dọc sông Đà phù hợp với cây rừng nhiệt đới xanh quanh năm.
Thống kê nhiệt độ trung bình năm của Sơn La có xu hướng tăng trong 20 năm lại đây với mức tăng 0,5 °C - 0,6 °C, nhiệt độ trung bình năm của Thành phố Sơn La hiện ở mức 21,1 °C, Yên Châu 23 °C; lượng mưa trung bình năm có xu hướng giảm (thành phố hiện ở mức 1.402 mm, Mộc Châu 1.563 mm); độ ẩm không khí trung bình năm cũng giảm. Mùa mưa kết thúc khá sớm vào khoảng đầu tháng 9 và bắt đầu một mùa khô kéo dài khốc liệt đến tận cuối tháng 4 năm sau gây ra tình trạng khô hạn và thiếu nước, gió tây khô nóng vào những tháng cuối mùa khô đầu mùa mưa (tháng 4-6) là yếu tố gây ảnh hưởng tới sản xuất nông nghiệp của tỉnh. Sương muối, mưa đá, lũ quét là yếu tố bất lợi.

## Dân số
Theo kết quả điều tra dân số ngày 1/4/2019, tỉnh Sơn La có 1.248.415 người, tổng số hộ là 289,516 hộ, nam có 632,598 người, nữ có 615,917 người. Sơn La là tỉnh đông dân nhất vùng Tây Bắc Bộ. 16.6% dân số sống ở thành thị và 83,4% dân số sống ở nông thôn.
Sơn La có tổng cộng 39 dân tộc anh em, trong đó người Thái là nhiều nhất với 669,265 người, người Kinh 203,008 người, người Mông 200,480 người.

## Hành chính
| TP. Sơn La Bắc Yên Mai Sơn TX. Mộc Châu Mường La Phù Yên Quỳnh Nhai Sông Mã Sốp Cộp Thuận Châu Vân Hồ Yên Châu |

Tỉnh Sơn La có 75 đơn vị hành chính cấp xã, gồm 8 phường và 67 xã.
| Tên           | Diện tích (km²) | Dân số (người) |
| ------------- | --------------- | -------------- |
| Phường (08)   |                 |                |
| Chiềng An     | 149,08          | 20.322         |
| Chiềng Cơi    | 93,56           | 22.694         |
| Chiềng Sinh   | 68,40           | 27.099         |
| Mộc Châu      | 167,62          | 21.087         |
| Mộc Sơn       | 37,88           | 15.025         |
| Thảo Nguyên   | 53,09           | 22.479         |
| Tô Hiệu       | 11,92           | 51.293         |
| Vân Sơn       | 39,61           | 15.917         |
| Xã (67)       |                 |                |
| Bắc Yên       | 195,23          | 21.825         |
| Bình Thuận    | 121,78          | 17.128         |
| Bó Sinh       | 153,83          | 16.461         |
| Chiềng Hặc    | 239,91          | 18.721         |
| Chiềng Hoa    | 296,48          | 17.644         |
| Chiềng Khoong | 253,87          | 23.222         |
| Chiềng Khương | 149,82          | 18.712         |
| Chiềng La     | 126,13          | 20.373         |
| Chiềng Lao    | 358,55          | 21.010         |
| Chiềng Mai    | 151,85          | 23.786         |

| Tên         | Diện tích (km²) | Dân số (người) |
| ----------- | --------------- | -------------- |
| Chiềng Mung | 142,14          | 27.797         |
| Chiềng Sại  | 124,55          | 6.720          |
| Chiềng Sơ   | 140,31          | 17.145         |
| Chiềng Sơn  | 204,90          | 14.155         |
| Chiềng Sung | 109,28          | 14.171         |
| Co Mạ       | 214,28          | 14.560         |
| Đoàn Kết    | 240,66          | 17.938         |
| Gia Phù     | 111,32          | 21.929         |
| Huổi Một    | 240,66          | 12.349         |
| Kim Bon     | 104,51          | 9.873          |
| Long Hẹ     | 158,40          | 8.473          |
| Lóng Phiêng | 147,81          | 11.152         |
| Lóng Sập    | 211,30          | 9.629          |
| Mai Sơn     | 164,40          | 52.361         |
| Muổi Nọi    | 128,70          | 15.633         |
| Mường Bám   | 76,16           | 10.731         |
| Mường Bang  | 270,15          | 12.831         |
| Mường Bú    | 213,65          | 25.284         |
| Mường Chanh | 101,47          | 11.275         |
| Mường Chiên | 382,20          | 14.028         |

| Tên          | Diện tích (km²) | Dân số (người) |
| ------------ | --------------- | -------------- |
| Mường Cơi    | 194,98          | 19.557         |
| Mường É      | 139,91          | 14.858         |
| Mường Giôn   | 290,54          | 16.145         |
| Mường Hung   | 226,09          | 24.613         |
| Mường Khiêng | 204,20          | 24.570         |
| Mường La     | 341,86          | 32.712         |
| Mường Lầm    | 167,10          | 15.647         |
| Mường Lạn    | 264,89          | 10.901         |
| Mường Lèo    | 375,76          | 4.277          |
| Mường Sại    | 122,94          | 9.557          |
| Nậm Lầu      | 247,63          | 18.095         |
| Nậm Ty       | 201,89          | 16.679         |
| Ngọc Chiến   | 212,19          | 12.021         |
| Pắc Ngà      | 122,59          | 13.274         |
| Phiêng Cằm   | 280,33          | 14.459         |
| Phiêng Khoài | 103,77          | 12.424         |
| Phiêng Pằn   | 320,65          | 24.685         |
| Phù Yên      | 117,98          | 47.299         |
| Púng Bánh    | 364,64          | 17.264         |
| Quỳnh Nhai   | 244,31          | 30.554         |

| Tên        | Diện tích (km²) | Dân số (người) |
| ---------- | --------------- | -------------- |
| Song Khủa  | 192,45          | 15.845         |
| Sông Mã    | 105,99          | 26.179         |
| Sốp Cộp    | 466,95          | 24.086         |
| Suối Tọ    | 177,49          | 6.343          |
| Tà Hộc     | 149,56          | 13.692         |
| Tạ Khoa    | 191,88          | 15.522         |
| Tà Xùa     | 233,67          | 11.199         |
| Tân Phong  | 135,45          | 6.787          |
| Tân Yên    | 192,79          | 18.380         |
| Thuận Châu | 132,83          | 46.958         |
| Tô Múa     | 181,98          | 14.701         |
| Tường Hạ   | 120,85          | 14.076         |
| Vân Hồ     | 268,40          | 24.998         |
| Xím Vàng   | 232,35          | 7.596          |
| Xuân Nha   | 263,37          | 10.127         |
| Yên Châu   | 246,55          | 33.061         |
| Yên Sơn    | 116,62          | 12.614         |

## Văn hóa, du lịch

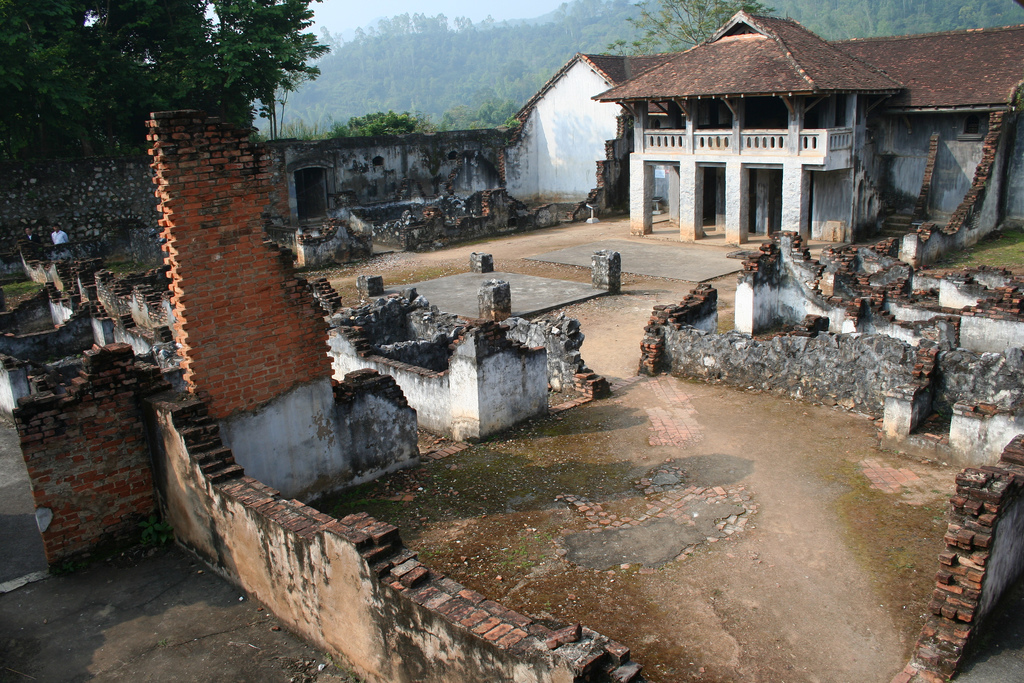
Một góc nhà tù Sơn La

Sơn La là tỉnh có nhiều dân tộc cư trú nên có sự đa dạng về văn hoá truyền thống, đời sống, tập tục.
Sơn La có nhiều lễ hội của các dân tộc, mỗi lễ hội đều có nét đặc sắc riêng như Tết cơm mới của người Khơ Mú, Lễ hội hoa ban, Lễ hội Pang Cẩu Nỏ của dân tộc Khơ Mú, Xinh Mun; Lễ hội dâng hoa măng của người La Ha; Lễ cầu phúc của người Mường; Lễ hội xên bản, cầu mưa của người Thái, Lễ mừng măng mọc của nhiều dân tộc vùng Tây Bắc...
Sơn La còn có các di tích như Nhà tù Sơn La, bảo tàng Sơn La ở thành phố Sơn La, chùa Chiền Viện ở Mộc Châu...
Bên cạnh đó thiên nhiên còn tạo hóa cho Sơn La nhiều khu du lịch, khu danh thắng đẹp rất thích hợp với loại hình du lịch nghỉ dưỡng, dã ngoại và khám phá như: Suối nước nóng Bản Mòng (Hua La), danh thắng Yên Châu, các hang Thẩm Tát, Thẩm Ké... ở Chiềng An, Bản Hìn, cao nguyên Mộc Châu, khám phá chinh phục các đỉnh núi ở Bắc Yên...

## Ẩm thực
Các đặc sản, ẩm thực địa phương trong tỉnh: táo mèo Bắc Yên, bánh dày Mông, rượu chuối Yên Châu, nộm da trâu, pa tỉnh tộp, măng trúc muối ớt Háng Đồng, nhót xanh chấm chéo, mận Phiêng Khoài, canh mọ, rượu thóc men lá Hang Chú, thảo quả Bắc Yên, mẳm cá, long nhãn Chiềng Khoong, cà rừng, cá ngần sông Đà, cam Phù Yên, hoa gừng, rượu hoẵng Mộc Châu, tỏi Chiềng Đông, thịt thối, trám, pa giảng, khoai sọ Cụ Cang, bọ xít rang, chè Mộc Châu, mắc ten, nậm pịa, quýt Chiềng Cọ, canh bon, tỏi tía Phù Yên, thịt trâu gác bếp, gỏi cá Thái, na dai Mai Sơn, ốc đá suối Bàng, nộm hoa ban, gà đen Mông, vịt Chiềng Mai, ớt ngâm Na Viên, mơ Mộc Châu, rau thối, thịt chua người Dao, dưa mèo, gân bò xé Mường Tấc, hạt dổi, mắc khén, thịt dơi Chiềng Khoi, nhãn Sông Mã, xôi sắn, cháo mắc nhung, nếp tan Mường Và, đào Mộc Châu, mẳm hén, bánh gai Hát Lót, măng, xôi ngũ sắc, cá tép dầu Quỳnh Nhai, xoài tròn Yên Châu, đọt song mây, rượu cần Thái, núc nác, xôi trám, mận hậu Mộc Châu, hoa đu đủ đực, bê chao Mộc Châu, chẳm chéo, cốm Mường Tấc, rêu đá, khoai sọ Thuận Châu, chè Tà Xùa.
Chè Tà Xùa
Chè Tà Xùa là loại búp trắng cánh vàng xuất xứ từ xã vùng cao Tà Xùa (Bắc Yên). Chè được bà con dân tộc Mèo sao tẩm trực tiếp. Nước chè vị đắng chát khi mới nhấp nhưng lại ngọt dần. Chè Tà Xùa kén nước, tốt nhất là pha bằng nước suối vùng này, nếu dưới xuôi phải là nước khoáng đun sôi mới ngon.
Thịt dơi Chiềng Khoi
Tại bản người Thái, bản Hiêm, Chiềng Khoi (Yên Châu) có một hang đá là hang Dơi. Đây là hang rộng, nhiều ngách rất nhiều Dơi. Từ xưa, người Thái nơi đây đã bắt Dơi về chế biến các món ăn như: Hăm pịch kia, Lám kia... Đây là món được coi là quý hiếm để biếu cha mẹ. Theo dân gian người Thái trẻ em ăn thịt Dơi thì chóng lớn, nhanh nhẹn, người già ăn thì khỏe mạnh, kéo dài tuổi thọ.
Sơn tra
Sơn tra ở đây có vị đậm đà hương thơm đặc trưng. Càng lên cao, khí hậu lạnh táo mèo sơn tra càng vàng tươi, thơm hơn và có vị chua ngọt. Sơn tra tiếng dân tộc Mông gọi là Tu Di. Mùa sơn tra ra hoa, màu trắng thấp thoáng giữa khu rừng trên những dãy núi cao càng làm vẻ đẹp nơi đây thêm thi vị.
Rêu Sông Mã
Người Thái ở đây chế biến rêu từ những tảng đá ngầm ở thượng nguồn sông Mã (thuộc huyện Sông Mã) thành món nướng, món xào ăn vừa thơm, vừa ngọt mát. Tháng giêng, sông Mã chỉ như một con suối hiền hòa, nước mát rượi, tinh khiết, xanh trong đó cũng là bắt đầu mùa rêu, một loại đặc sản của người Thái.

## Kinh tế
Sơn La là một tỉnh thuộc Trung du và miền núi phía Bắc, rất khó khăn về mặt kinh tế.
Tổng sản phẩm trên địa bàn (GRDP) năm 2018 ước tính tăng 5,59% so với năm 2017, trong đó 6 tháng đầu năm tăng 5,62%, mức tăng trưởng năm nay tuy không đạt mục tiêu tăng trưởng 8,5% đề ra nhưng trong bối cảnh kinh tế địa phương gặp nhiều khó khăn do thời tiết và biến đổi khí hậu thì đạt được mức tăng trưởng trên cũng đã khẳng định tính đúng đắn, kịp thời, hiệu quả của các biện pháp, giải pháp được Tỉnh ủy, Hội đồng nhân dân, Ủy ban nhân dân tỉnh chỉ đạo quyết liệt các cấp, các ngành, các địa phương cùng thực hiện.
Trong mức tăng trưởng chung của toàn nền kinh tế, khu vực nông, lâm nghiệp, thủy sản tăng 6,18%, đóng góp 1,40 điểm phần trăm vào tăng trưởng chung; khu vực công nghiệp, xây dựng tăng 4,33%, đóng góp 1,44 điểm phần trăm; khu vực dịch vụ tăng 6,33%, đóng góp 2,40 điểm phần trăm; thuế sản phẩm tăng 5,67%, đóng góp 0,35 điểm phần trăm.
Trong khu vực công nghiệp và xây dựng, ngành công nghiệp tăng 3,67% so với cùng kỳ năm trước, đóng góp 0,97 điểm phần trăm vào mức tăng chung, trong đó sản xuất và phân phối điện đạt mức tăng 2,53%, đóng góp 0,57 điểm phần trăm; ngành công nghiệp chế biến chế tạo tăng 9,87%, đóng góp 0,32 điểm phần trăm; ngành cung cấp nước và hoạt động xử lý rác thải, nước thải giảm 1,69%, làm giảm 0,005 điểm phần trăm; ngành khai khoáng tăng 34,66%, làm tăng 0,08 điểm phần trăm mức tăng trưởng chung. Ngành xây dựng tăng trưởng khá với tốc độ 6,95%, đóng góp 0,46 điểm phần trăm vào mức tăng chung.
Trong khu vực dịch vụ, các ngành vẫn giữ mức tăng ổn định so với cùng kỳ năm trước đóng góp tích cực vào tăng trưởng chung của nền kinh tế, trong đó đóng góp của một số ngành có tỷ trọng lớn vào mức tăng trưởng chung như sau: Ngành giáo dục và đào tạo chiếm tỷ trọng lớn nhất, đạt mức tăng 5,52% so với năm 2017, đóng góp 0,44 điểm phần trăm vào mức tăng trưởng chung; ngành bán buôn và bán lẻ, sửa chữa ô tô, mô tô, xe máy năm nay có mức tăng trưởng khá cao 7,62%, đóng góp 0,43 điểm phần trăm; hoạt động của Đảng cộng sản, tổ chức chính trị xã hội tăng 6,02%, đóng góp 0,33 điểm phần trăm; hoạt động kinh doanh bất động sản tăng 4,27%, đóng góp 0,19 điểm phần trăm...
Về cơ cấu kinh tế năm nay, khu vực nông, lâm nghiệp và thủy sản chiếm tỷ trọng 22,28%; khu vực công nghiệp và xây dựng chiếm 33,44%; khu vực dịch vụ chiếm 38,11%; thuế sản phẩm trừ trợ cấp sản phẩm chiếm 6,17% (cơ cấu tương ứng của năm 2017 là 21,88%; 34,59%; 37,36%; 6,17%). Cơ cấu kinh tế chuyển dịch theo hướng tích cực, giảm tỷ trọng khu vực nông, lâm nghiệp thủy sản, tăng tỷ trọng công nghiệp - xây dựng và dịch vụ.

## Giao thông
Sơn La là một trong những tỉnh có hệ  thống giao thông chưa đồng bộ, thiếu sót: đường bộ, đường thủy và đường hàng không.
Trên toàn tỉnh có 4 tuyến đường bộ của Việt Nam: Quốc lộ 6 (AH13) mở rộng, Quốc lộ 37, Quốc lộ 43, Quốc lộ 279, Quốc lộ 32B và đường tỉnh lộ, huyện lộ.
Đường thủy của Sơn La còn hạn chế chủ yếu dọc sông Đà bởi cảng Tà Hộc tại huyện Mai Sơn.
Đường hàng không của tỉnh Sơn La hiện tại đã ngừng hoạt động từ năm 2004 với sân bay Nà Sản đặt tại huyện Mai Sơn, cách thành phố Sơn La khoảng 20 km. Sân bay Nà Sản hiện đang trong quá trình trùng tu và nâng cấp, dự kiến sẽ hoàn thành trước năm 2020. Mục tiêu quy hoạch đến năm 2020 là sân bay nội địa cấp 4C theo quy định Tổ chức Hàng không dân dụng quốc tế (ICAO) với mức khai thác ban đầu đạt 0,9 triệu hành khách/năm.
Vận tải công cộng, đến năm 2019, Sơn La đã phát triển mạng lưới xe buýt tư nhân gồm 6 tuyến kết nối Thành phố Sơn La đi các huyện lân cận.
- Tuyến số 1: Mai Sơn - Thành phố Sơn La với tần suất 30 phút/1 chuyến:

Ngã ba Cò Nòi - Thống Nhất - 19/5 - thị trấn Hát Lót - sân bay Nà Sản - Chiềng Mung - Bệnh viện Đa khoa Sơn La khu vực Tây Bắc - ngã tư Quốc lộ 4G - Đại học Tây Bắc - Vincom Center Plaza Sơn La - Bệnh viện Đa khoa Sơn La - Bản Cá
- Tuyến số 2: Thuận Châu - Thành phố Sơn La
- Tuyến số 3: Mường La - Thành phố Sơn La
- Tuyến số 4: Sông Mã - Thành phố Sơn La
- Tuyến số 5: Quỳnh Nhai - Thành phố Sơn La
- Tuyến số 6: Bắc Yên - Thành phố Sơn La